# دبي بلينغ
دبي بلينغ أو دبي Bling هو برنامج تلفزيوني واقعي ثنائي اللغة يعرض مجموعة متنوعة من المليونيرات المقيمين في دبي. من إنتاج غريغ ويلر، تم إصدار موسمه الأول على نتفليكس في 27 أكتوبر 2022.

## القصة
يعرض البرنامج حياة مجموعة من الأفراد الأذكياء والمتعلمين والمحترفين الذين يعرضون ثروتهم المادية الاستثنائية. بينما هناك بعض اللحظات التي تبرز طبيعة وظائف بعض أعضاء الطاقم، إلا أن معظم أحداث السلسلة تدور حول التسوق، العشاء، الحفلات، والفعاليات الأخرى. كما تركز على علاقاتهم الشخصية، مما يؤدي إلى الكثير من القيل والقال، خاصة بين النساء.

## الشخصيات
- لجين عمران
- لجين عضاضة
- إبراهيم الصمدي
- فرحانة بودي
- صفاء صديقي
- فهد صديقي
- زينة خوري
- كريس فيد
- بريانا فيد
- مروان "دي جيه" بليس
- دانية محمد
- منى قطان
- حسن الأمين
- سالم خماس
- جوانا كريم
- مهيرة عبد العزيز
- مودل روز

## وصلات خارجية
- دبي بلينغ على موقع IMDb (الإنجليزية)
- دبي بلينغ على موقع نتفليكس (الإنجليزية)
- دبي بلينغ على موقع قاعدة بيانات الفيلم (الإنجليزية)